# Orlando di Lasso
Orlando di Lasso (ortografiat și Orlando de Lassus, Orlandus Lassus, Orlande de Lassus, Roland de Lassus, sau Roland Delattre, n. 1532—posibil 1530—la Mons în Hainaut — d. 14 iunie 1594 la München) a fost un muzician și compozitor influent al Europei în secolul al XVI-lea.
A fost cântăreț în corul de copii al catedralei Sf. Nicholas din localitate, luând contact cu frumusețea compozițiilor lui Johannes Ockeghem sau Josquin des Prés. A călătorit în Sicilia, Milano, Roma, în Franța, Anglia, iar ultimii 40 de ani i-a petrecut în capitala Bavariei, München, în calitate de capelmaestru.
Amprenta stilului său original este dată de polifonia liberă, utilizarea disonanțelor, folosirea corului dublu, verva, umorul, bonomia și jocul de cuvinte. A compus lucrări religioase (misse sau liturghii, motete) și laice (madrigalul, care ocupă un loc important în creația sa).